# 源希
源 希（みなもと の まれ/のぞむ/ねがう）は、平安時代前期の公卿。嵯峨源氏、大納言・源弘の六男。官位は従三位・中納言。

## 経歴
元慶8年（884年）光孝天皇の即位に伴って従五位下に叙爵し、内蔵助に任官する。仁和元年（885年）民部少輔ついで右衛門権佐を経て、仁和2年（886年）右少弁となる。宇多朝初頭の仁和4年（888年）従五位上に叙せられる。
宇多朝では弁官を務めながら、寛平3年（891年）右近衛少将（兼左少弁）と近衛次将も兼帯する。さらには、侍従に五位蔵人も兼ね天皇にも近侍した。寛平4年（892年）正五位上・右近衛権中将、寛平5年（893年）従四位下・蔵人頭兼右大弁、寛平6年（894年）左近衛中将と文武の要職を務めながら昇進し、寛平7年（895年）参議に任ぜられ公卿に列した。
寛平9年（897年）醍醐天皇の即位に前後して、従四位上・左大弁に叙任される。昌泰2年（899年）には上位の参議6名（藤原有実・源直・源貞恒・十世王・藤原有穂・源湛）を超えて従三位・中納言に叙任された。
延喜2年（902年）正月19日薨去。享年54。最終官位は中納言従三位。

## 官歴
『公卿補任』による。
- 元慶8年（884年） 2月23日：従五位下。3月9日：内蔵助
- 仁和元年（885年） 正月16日：民部少輔。2月20日：右衛門権佐
- 仁和2年（886年） 正月16日：右少弁。4月5日：兼斎院長官
- 仁和3年（887年） 2月2日：兼近江権守
- 仁和4年（888年） 11月25日：従五位上
- 寛平2年（890年） 日付不詳：兼侍従。閏9月20日：兼大蔵大輔
- 寛平3年（891年） 3月9日：兼右近衛少将、止大蔵大輔?[2]。4月：五位蔵人[2]。4月7日：禁色（蔵人）。4月11日：兼左少弁、少将如元[2]
- 寛平4年（892年） 正月7日：正五位上。正月23日：兼右近衛権中将
- 寛平5年（893年） 正月11日：兼伊予守。正月21日：従四位下。2月16日：兼権左中弁。2月22日：右大弁、蔵人頭。3月19日：兼修理大夫。閏5月1日：兼右兵衛督、止大夫[2]
- 寛平6年（894年） 正月16日：兼左近衛中将、止督?[2]。12月15日：兼侍従
- 寛平7年（895年） 正月11日：兼播磨守。10月26日：参議、右大弁左中将播磨守侍従等如元
- 寛平9年（897年） 5月25日：左大弁。6月19日：止中将[2]。7月13日：従四位上
- 昌泰2年（899年） 2月14日：中納言、従三位、侍従如元（超六人）。3月7日：兼民部卿
- 昌泰3年（900年） 3月23日：止民部卿
- 延喜2年（902年） 正月19日：薨去（中納言従三位）

## 系譜
- 父：源弘
- 母：不詳
- 妻：不詳
- 生母不明の子女
  - 男子：源号
  - 男子：源等（880-951）